# Eduard Brückner

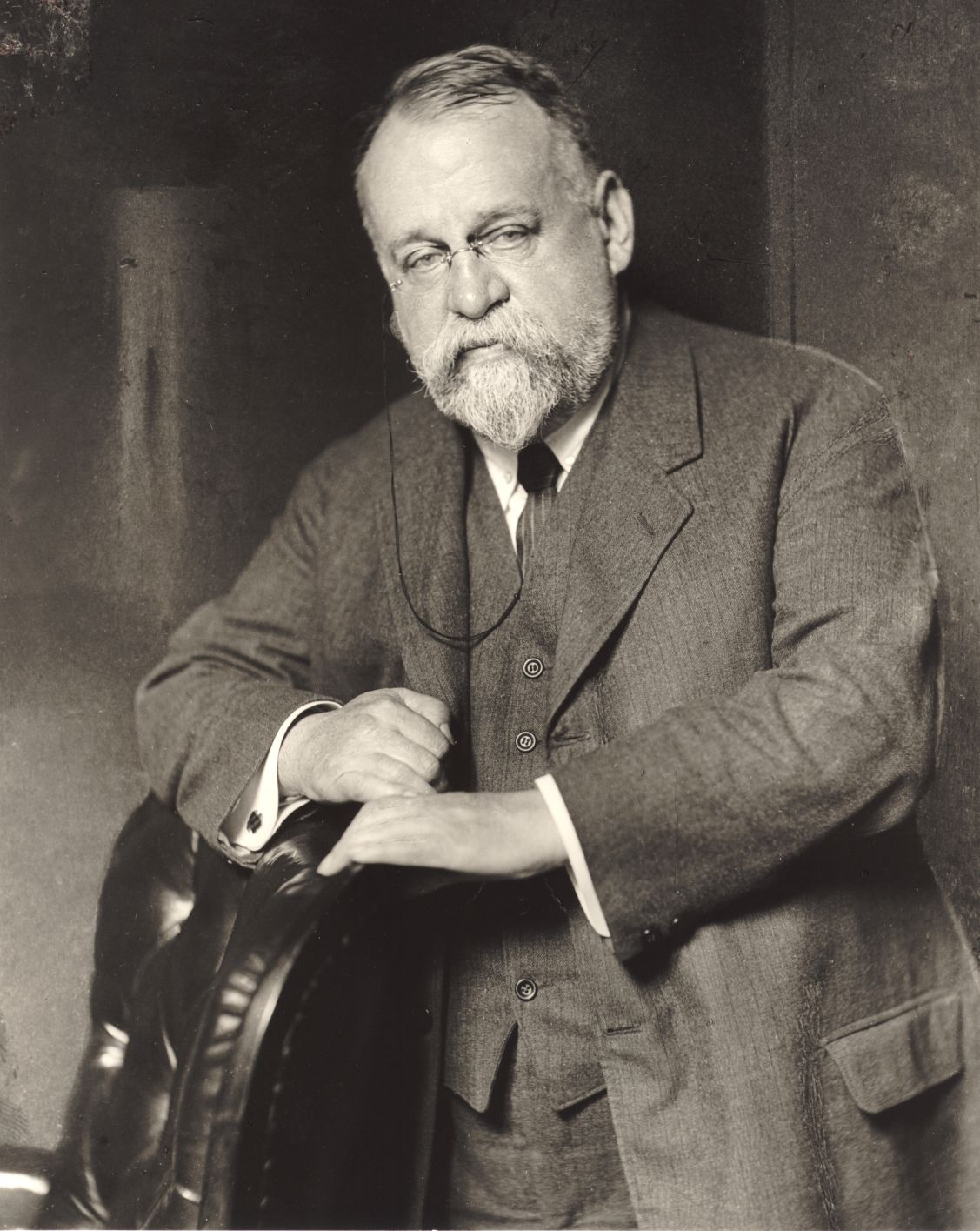
Eduard Brückner

Eduard Brückner (geboren 29. Juli 1862 in Jena; gestorben 20. Mai 1927 in Wien) war ein deutscher Geograf und Klimatologe.

## Leben
Eduard Brückner wurde als Sohn des Historikers Alexander Brückner und seiner Frau Lucie, geb. Schiele, geboren. Er studierte an der Kaiserlichen Universität Dorpat sowie in Dresden und München. 1886 promovierte er an der Universität München und erhielt zwei Jahre später eine Professur an der Universität Bern. Von 1904 bis 1906 arbeitete er als Professor an der Universität Halle, bevor er an die Universität Wien ging, wo er bis zu seinem Tode als Geograf und Klimatologe wirkte. Im Jahr 1905 wurde er zum Mitglied der Gelehrtenakademie Leopoldina gewählt.
Im Jahr 1956 wurde in Wien-Brigittenau (20. Bezirk) die Eduard-Brückner-Gasse nach ihm benannt. Auch der Brückner-Gletscher in der Antarktis trägt seinen Namen.
Seit 2000 verleiht die Österreichische Gesellschaft für Meteorologie den Eduard-Brückner-Preis für herausragende interdisziplinäre Leistungen in der Klimaforschung.

## Werke (Auswahl)

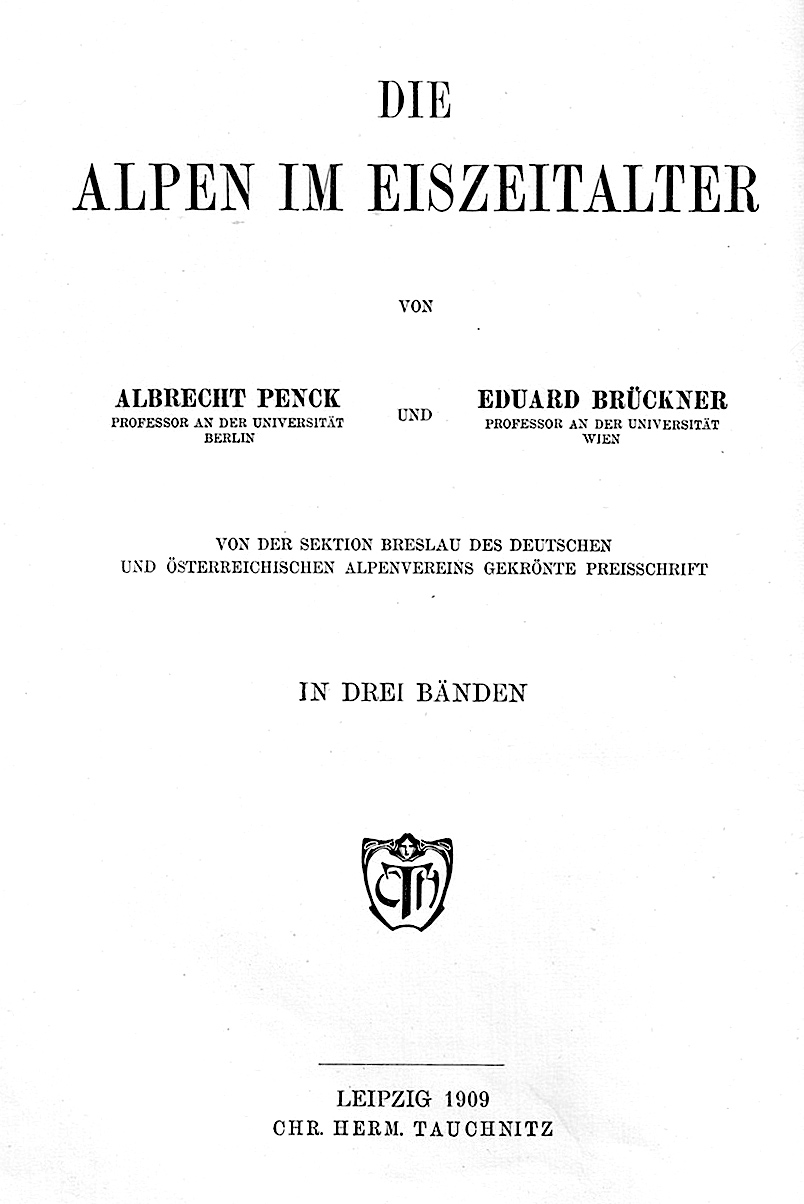

- mit Albrecht Penck: Die Alpen im Eiszeitalter. 3 Bände. Leipzig: Tauchnitz, 1909